# Ligne 1A du métro de Bruxelles
Pour les articles homonymes, voir Ligne 1.
La ligne 1A du métro de Bruxelles était une ligne de métro de Bruxelles, reliant le nord-ouest de l’agglomération bruxelloise (Laeken) au sud-est (Auderghem), en une demi-heure. Elle a été en service de septembre 1976 au 3 avril 2009, date de la restructuration du réseau de métro. Elle est remplacée par les lignes 5 et 6.

## Tracé et stations (jusqu'au 3 avril 2009)
|  |   |  | Stations         | Communes desservies  | Correspondances (Train, métro, tram) |
|  | - |  | ---------------- | -------------------- | ------------------------------------ |
|  | o |  | Roi Baudouin     | Bruxelles (Laeken)   |                                      |
|  | o |  | Heysel           | Bruxelles (Laeken)   | (T) · (23) · (51)                    |
|  | o |  | Houba-Brugmann   | Bruxelles (Laeken)   |                                      |
|  | o |  | Stuyvenbergh     | Bruxelles (Laeken)   | (T) · (19) · (51)                    |
|  | o |  | Bockstael        | Bruxelles (Laeken)   | - SNCB                               |
|  | o |  | Pannenhuis       | Bruxelles (Laeken)   |                                      |
|  | o |  | Belgica          | Jette/Molenbeek      | (T) · (51)                           |
|  | o |  | Simonis          | Koekelberg           | (M) · (2) · (T) · (19)               |
|  | o |  | Osseghem         | Molenbeek            |                                      |
|  | o |  | Beekkant         | Molenbeek            | (M) · (1B)                           |
|  | o |  | Étangs Noirs     | Molenbeek/Koekelberg |                                      |
|  | o |  | Comte de Flandre | Molenbeek            |                                      |
|  | o |  | Sainte-Catherine | Bruxelles            |                                      |
|  | o |  | De Brouckère     | Bruxelles            | (T) · (3) · (4) · (31) · (32) · (33) |
|  | o |  | Gare Centrale    | Bruxelles            | SNCB                                 |
|  | o |  | Parc             | Bruxelles            | (T) · (92) · (94)                    |
|  | o |  | Arts-Loi         | Bruxelles            | (M) · (2)                            |
|  | o |  | Maelbeek         | Bruxelles            |                                      |
|  | o |  | Schuman          | Bruxelles            | SNCB                                 |
|  | o |  | Merode           | Etterbeek            | SNCB                                 |
|  | o |  | Thieffry         | Etterbeek            |                                      |
|  | o |  | Pétillon         | Etterbeek            | (T) · (23) · (24) · (25)             |
|  | o |  | Hankar           | Auderghem            |                                      |
|  | o |  | Delta            | Auderghem            | SNCB                                 |
|  | o |  | Beaulieu         | Auderghem            |                                      |
|  | o |  | Demey            | Auderghem            |                                      |
|  | o |  | Herrmann-Debroux | Auderghem            | (T) · (94)                           |

## Passé
L’arrêt en station à Beekkant prenait beaucoup de temps car le conducteur, dans le poste avant, devait aller dans le poste opposé pour repartir dans le bon sens. C’était initialement une situation temporaire, mais elle a persisté. Depuis le 4 avril 2009, ce n’est plus le cas car à la suite de la restructuration, la ligne 6 venant d'Elisabeth après avoir fait le tour de la ville continue tout droit sans devoir changer de poste, et inversement. Ainsi, le temps d’arrêt est fortement réduit. L’itinéraire entre Beekkant et Herrmann-Debroux fait aujourd'hui partie de la ligne 5, en provenance d’Érasme.

### Schéma (Station Beekkant)
À Beekkant :
- les rames 1A venant de l’est rebroussaient chemin et poursuivaient leur route en direction de Roi Baudouin
- les rames 1B venant de l’est poursuivaient leur route en direction de Érasme